# Приозёрновское сельское поселение
Приозёрновское сельское поселение (укр. Приозернівське сільське поселення, крымскотат. Чюрюбаш кой юрту, Çürübaş köy yurtu) — муниципальное образование в Ленинском районе Республики Крым России, на Керченском полуострове, к юго-западу от города Керчи.
Административный центр и единственный населённый пункт сельского поселения — село Приозёрное.

## Население
| 2001  | 2014  | 2015  | 2016  | 2017  | 2018  | 2019  |
| ----- | ----- | ----- | ----- | ----- | ----- | ----- |
| 3179  | ↘3008 | ↘3005 | ↘2969 | ↘2949 | ↘2927 | ↘2884 |
| 2020  | 2021  |       |       |       |       |       |
| ↗2892 | ↗3088 |       |       |       |       |       |

## История
В 1945 году был образован Приозёрновский сельский совет.
Статус и границы Приозёрновского сельского поселения установлены Законом Республики Крым от 5 июня 2014 года № 15-ЗРК «Об установлении границ муниципальных образований и статусе муниципальных образований в Республике Крым».